# مديرية الاستخبارات العسكرية (المملكة المتحدة)
مديرية الاستخبارات العسكرية (تعرف بالإنجليزية باسم: Directorate of Military Intelligence واختصاراً DMI) هي أحد أقسام مكتب الحرب في المملكة المتحدة.